# Tak Matsumoto Group
Tak Matsumoto Group (frequentemente abreviado como TMG) foi um supergrupo de hard rock japonês formado desde 2004 por Eric Martin, Jack Blades, Brian Tichy e Tak Matsumoto, todos famosos por participarem de outras bandas.
Após um álbum, 20 apresentações ao vivo, alguns DVDs e vídeos, a banda não mais se reuniu para algo novo. Numa entrevista em 2016, Eric afirmou que telefona para Tak anualmente perguntando sobre uma possível reunião, mas o guitarrista sempre responde que vai pensar sobre o assunto.

## Integrantes
- Eric Martin (Mr. Big) – vocais
- Tak Matsumoto (B'z) – guitarra
- Jack Blades (Night Ranger, Damn Yankees, Shaw/Blades) – baixo, vocais de apoio
- Brian Tichy (Billy Idol, Ozzy Osbourne, Seether, Foreigner, Pride & Glory, Glenn Hughes, Sass Jordan, Slash's Snakepit) – bateria
- Cindy Blackman - bateria[1]
- Chris Frazier (Whitesnake) - bateria ao vivo[1]

## Discografia

### Singles
- "Oh Japan ~Our Time Is Now~" (2004)

### Álbuns
- TMG I (2004)

### Vídeos
- Dodge The Bullet (2004)